# Lista de membros da Royal Society eleitos em 1919
Esta é uma lista de Membros da Royal Society eleitos de 1919.

## Fellows
1. Johannes Rydberg (1854 -1919)
2. Francis Arthur Bainbridge (1874 -1921)
3. Camille Jordan (1838 -1922)
4. Jacobus Kapteyn (1851 -1922)
5. Sir Maurice Fitzmaurice (1861 -1924)
6. Theodore William Richards (1868 -1928)
7. Thomas Barlow Wood (1869 -1929)
8. John William Evans (1857 -1930)
9. William Diller Matthew (1871 -1930)
10. Bertram Steele (1870 -1934)
11. George Barger (1878 -1939)
12. Charles Gabriel Seligman (1873 -1940)
13. Edward Heron-Allen (1861 -1943)
14. Thomas Hunt Morgan (1866 -1945)
15. Simon Flexner (1863 -1946)
16. Antoine Lacroix (1863 -1948)
17. George Stuart Graham-Smith (1875 -1950)
18. Sir Charles Close (1865 -1952)
19. Sergius Winogradsky (1856 -1953)
20. Robert Williams Wood (1868 -1955)
21. John Christopher Willis (1868 -1958)
22. George Neville Watson (1886 -1965)
23. Sydney Chapman (1888 -1970)
24. Eduardo VIII do Reino Unido (1894 -1972)
25. Geoffrey Ingram Taylor (1886 -1975)